# Бойл, Майкл (архиепископ Армы)
Майкл Бойл-Младший (ок. 1609 — 10 декабря 1702) — ирландский церковный и государственный деятель, который служил архиепископом Дублина с 1663 по 1679 год и архиепископом Армы с 1679 до 1702 года. Он также служил лордом-канцлером Ирландии (1665—1686).

## Ранняя карьера
Бойл родился около 1609 года. Старший сын Ричарда Бойла (1574—1645), архиепископа Туамского. Его дядей был Майкл Бойл-Старший, епископ Уотерфордский. Именно благодаря потомкам его двоюродного брата, Ричарда Бойла, фамилия Бойл на протяжении веков была известна многочисленными пэрами, включая графов Корк, Оррери и Шеннон.
Бойл, по-видимому, получил образование в Тринити-колледже в Дублине, где он получил степень магистра, а 4 ноября 1637 года был записан в Оксфордский университет. В 1637 году он получил место священника в епархии Клойна, получил степень доктора философии и стал деканом Клойна в 1640 году. Во время войны в Ирландии служил капелланом-генералом английской армии в Манстере.
В 1650 году протестантские роялисты в Ирландии наняли Майкла Бойла вместе с сэром Робертом Стерлингом и полковником Джоном Даниэлем для ведения переговоров от их имени с английский протектором Оливером Кромвелем. Маркиза Ормонда возмутило поведение Бойла, когда он передал ему паспорт Кромвеля, который тот отверг.

## Реставрация
После реставрации Стюартов Майкл Бойл стал членом Тайного совета Ирландии и был назначен епископом Корка, Клойна и Росса. В дополнение к епископским доходам он некоторое время продолжал получать доходы от шести приходов своей епархии, так как не мог найти для них священнослужителей. За заслуги Майкла Бойла в Англии в связи с ирландским Актом о поселении 1662 года Ирландская Палата лордов в Дублине распорядилась внести в свои дневники специальную благодарственную записку в 1662 году. Майкл Бойл был назначен архиепископом Дублинским в 1663 году и назначен лордом-канцлером Ирландии в 1665 году . Хотя назначение священнослужителя в качестве лорда-канцлера ранее были распространены, Майкл Бойл стал последним епископом, назначенным на это пост в Ирландии. Ему предложили должность лорда-канцлера только потому, что не было профессионального юриста с хорошей репутацией. Прежний лорд-канцлер Ирландии, сэр Морис Юстас, остался в должности канцлера до смерти просто из-за сложности в поиске подходящей замены. Майкл Бойл оказался трудолюбивым и неподкупным канцлером, заслужившим уважение сменявших друг друга лордов-лейтенантов Ирландии. Хотя он, несомненно, использовал свое влияние, чтобы продвинуть карьеру своего зятя, сэра Уильяма Дэвиса (? — 1687), который был назначен лордом-верховным судьей Ирландии в 1680 году, такое использование покровительства было общепринятой частью политики семнадцатого века.
В графстве Уиклоу Майкл Бойл основал город, которому дал имя Блессингтон, и за свой счет возвел там церковь, снабженную тарелками и колоколами. В связи с этим городом он в 1673 году получил титул виконта Блессингтона для своего единственного оставшегося в живых сына, Мурроу Бойла. В 1675 году Майкл Бойл был переведен с сана архиепископа Дублина на пост архиепископа Армы.
После восшествия на королевский престол католика Якова II Стюарта Майкл Бойл недолго оставался на посту лорда-канцлера и в третий раз был назначен лордом-судьей вместе с графом Гранардом и занимал этот пост до тех пор, пока Генри Хайд, граф Кларендон, не прибыл в качестве нового лорда-лейтенанта Ирландии в декабре 1685 года. Кларендон был очень высокого мнения о Бойле и, как говорят, возражал против его увольнения с поста канцлера, несмотря на отсутствие у него юридического образования.

## Последние годы
В последние годы жизни Майкла Бойла его способности были значительно ослаблены: «его память исчезла, он оглох и почти ослеп, просто обломок прошлого». Примерно после 1683 года он не смог лично выполнять функции на занимаемой должности, и в 1686 году он ушел с поста лорда-канцлера. Он умер в Дублине 10 декабря 1702 года, на девяносто третьем году жизни, и был похоронен в Соборе Святого Патрика. Мало что из богатства, накопленного Бойлем, было направлено на религиозные или благотворительные цели. Письма и бумаги Майкла Бойла сохранились в архивах Ормонда в Килкеннском замке и в Бодлианской библиотеке. Портреты архиепископа Бойла были выгравированы Логганом и другими учеными.

## Семья
Первым браком Майкл Бойл женился на Маргарет Синг, дочери преподобного Джорджа Синга (1594—1652), епископа Клойнского, и его первой жены Энн Эджворт. Она погибла в кораблекрушении в 1641 году вместе с их малолетней дочерью Мартой.
Вторично Майкл Бойл женился на Мэри О’Брайен, дочери Дермода О’Брайена (1594—1624), 5-го барона Инчикуина, и Эллен Фицджеральд. у супругов было семь детей, один сын и шесть дочерей:
- Мурроу Бойл, 1-й виконт Блессингтон (ок. 1645 — 26 апреля 1718)
- Элизабет Бойл, муж — Денни Маскэмп из Хорсли, графство Суррей. Их внуком был Джон Веси, 1-й барон Нэптон[англ.] (? — 1761)
- Мэри Бойл, умерла молодой
- Маргарет Бойл, муж — Сэмюэль Синг, декан Килдэра[англ.], старший брат Эдварда Синга, архиепископа Туама[англ.].
- Элеонора Бойл, муж — Уильям Хилл из Хиллсборо. Мать Майкла Хилла (1672—1699)
- Марта Бойл, муж — сэр Уильям Дэвис (до 1633—1687), лорд-верховный судья Ирландии[англ.]
- Онора Бойл (? — ноябрь 1710), 1-й муж — Томас Кромвель, 3-й граф Ардгласс (1653—1682), 2-й муж — Фрэнсис Кафф (1654—1694), депутат Ирландской палаты общин, 3-й муж — сэр Томас Бердет, 1-й барон Данмор[англ.] (1668—1727)[2].